# Sarah Trouche
 (mai 2025).
 (mai 2025).
Sarah Trouche, née le 26 juin 1983 à Bordeaux, est une artiste plasticienne française utilisant la performance, la photographie, la vidéo et la sculpture.
Elle s'inspire des rencontres qu'elle fait au cours de ses voyages et utilise son corps comme un outil pour faire passer un message social et politique. L'artiste fait se croiser des œuvres qui traitent de manières différentes notre positionnement face à l'histoire et aux événements tragiques qui la traversent. En 2019 elle est nommée Chevalier dans l'Ordre des Arts et des Lettres par le Ministère de la Culture Française.

## Biographie

### Jeunesse
Sarah Trouche vit entre Paris et Saint-Laurent-Médoc en Nouvelle-Aquitaine. Entre 2001 et 2007, elle étudie aux côtés des artistes Jean-Marc Bustamante, Jacky Chriqui et Guillaume Paris à l'École nationale supérieure des beaux-arts de Paris.
En 2006 à l'occasion d'un échange, financé peu après par LVMH, elle étudie à l'Art Center College of Design de Los Angeles auprès des artistes Mike Kelley et Lita Albuquerque dans le cadre d'un Master Fine Art[réf. nécessaire].
Elle obtient en 2007 son diplôme des Beaux-Arts de Paris[réf. nécessaire].
En 2008, elle poursuit avec un Master Performance Art making à la Goldsmiths University of London avec Anna Furse comme professeure. C'est durant cette même année qu'elle crée avec Benjamin Herr un collectif d'artistes pluridisciplinaire européen qui est lauréat du prix de la ville de Paris avec le projet HitandRun soit 30 jours sur un cargo de marchandises transformé en lieu de création[réf. nécessaire].

### Carrière
En 2011, elle expose au Japon lors d'une exposition personnelle dans la galerie Hakusen à Tokyo. En 2013, elle donne des conférences à la National Taiwan University of Arts (NTUA) et expose au Musée d'Art contemporain de Taipei. Durant les années 2012, 2013 et 2014, elle expose lors de la Fountain Art Fair, au sein de l'Armory Show à l'Armory Regiment à New York, avec la galerie Grace Exhibition et avec cette dernière, elle expose lors de l'Art Basel de Miami.
Elle suit en 2014 une formation sur la réalisation d'un court métrage à La Gaîté lyrique de Paris. La même année, elle monte un projet baptisé Arriba dans le programme de résidence de l'Institut français «Hors les murs» à la Villa Médicis.
En 2015, elle réside à la Fountainhead Residency à Miami. La même année, elle crée, avec la Fondation IADA, le premier Pavillon du Kazakhstan à la Biennale de Venise aux côtés du critique d'art et commissaire d'exposition Paul Ardenne. En mars 2015, elle réalise une vidéo Décomposition et transcendance sur le Manhattan bridge pour la Leo Kuelbs collection pendant l'Armory Show. En 2016, elle fait une performance lors du festival Rapid Pulse de Chicago.
En août 2016 elle participe à Manifesta, la Biennale européenne d'art contemporain, qui se déroule au Cabaret Voltaire à Zurich en Suisse où elle expose un projet baptisé I can not be silent.
Elle participe, en septembre 2017, au programme de résidence de Le Centre, à Abomey-Calavi, en collaboration avec l'Institut français de Cotonou, où elle entame une collaboration avec la Cie Multicorps/Marcel Gbeffa pour créer le projet Dide, (qu'ils développeront en 2018). 
La même année, elle participe au programme Partitions Performance de la Fondation Ricard - sous le commissariat de Christien Alandete - pour lequel elle fera une performance.
En 2018, elle crée un nouveau format où elle devient la metteur en scène d'une journée de performances, lors de laquelle elle invite des amis-partenaires et des artistes-performeurs afin d'écrire collectivement un manifeste engagé et radical. Elle crée également un spectacle de Danse Vertical Strike, je ne peux pas rester silencieuse, qu'elle présente pour la première fois au Générateur et par la suite crée une compagnie de danse Winter Story in the Wild Jungle avec la chorégraphe Wynn Holmes. Elle devient membre du Cercle Chromatique des Beaux-Arts de Paris.
En janvier 2018, elle participe à l'exposition White Blood Blue Night. En mars, elle prend part à l'exposition Rikiki 2 à la galerie Satellite et au Projet Matchart: «Action for you» par Isabelle de la Maison Rouge. En mai, elle met en scène et invite des artistes à participer à Corps et Artivisme avec les Beaux-Arts de Paris et fait une vidéo forever 36 « Résistance » dans le cadre de l'exposition Talking about a Revolution. En juin, elle fait partie de la Vie Interfaciale/Metavilla et à la 13e édition de Live Action, le festival d’art de performance international en Suède. En septembre, elle participe à Performance Affair. Elle prend aussi part à Astana Art Show. En octobre 2018, elle participe à Frasq #10 Rencontre de la performance au Générateur. En novembre, elle fait l'exposition 7 « enveloppes charnelles », à la galerie Marguerite Milin et est publiée dans le livre Visitor par Vincent Ferrané,. Elle travaille actuellement pour l'acte 2 de Vertical Strike.
Son travail intègre les collections telles que la JP Morgan, SJ Berwin, Benenson collection, Liza and Arturo Mosquera collection et IADA collection.
En 2019 elle est nommée Chevalier dans l'Ordre des Arts et des Lettres par le Ministère de la Culture français. Elle vit et travaille entre Bordeaux et Paris.

## Œuvres
(août 2021).
Sarah Trouche est une artiste engagée. Pour le concours d'entrée aux Beaux-Arts de Paris elle ne compose pas de dossier mais présente à la place sa première performance First à l'âge de dix-huit ans. À travers cette œuvre, elle parle des gens qui dorment sous le pont Notre-Dame à Paris et pour ce faire elle s'attache nue à une corde et saute. Cette première œuvre amorce la carrière d'une performeuse qui dénonce en mettant son corps au service de la parole des autres, d'une cause à défendre, de faits sociaux à signaler[réf. nécessaire].
En 2010, lors d'un de ses voyages en Chine, c'est à la suite de la découverte des éboulements de terrain de la ville de Lijiang et des centaines de personnes disparues qu'elle crée une performance en s'enduisant de boue rouge, en référence à la couleur du sol, et marche sur les toits restants du village[réf. nécessaire].
C'est sur la Grande Muraille de Chine en 2011 qu'elle crée une action intitulée Action for Great Wall,[réf. nécessaire] à travers laquelle elle descend à pied la muraille, nue, peinte en rouge avec du « feu à main » dans la main droite. En novembre 2011 Sarah Trouche est l'objet d'une interview pour la revue Diapo par Mehdi Brit sur notamment l'origine de son travail de performeuse.
En 2012, c'est au Japon qu'elle se rend pour faire une performance dont le point de départ est l'accident nucléaire de Fukushima. Pour y parvenir, elle se met à genoux, nue et peinte en jaune, dans la neige, riche en radioactivité et par conséquent source d'angoisse pour les Japonais, dans une forêt de bambou, symbole de l'espoir. Durant cette année, elle participe au salon d'art des Petites Antilles Pool Art Fair qui a lieu en Martinique et qui fait l'objet d'un article « Paris Art » de Florian Gaité dans lequel ce dernier analyse le travail de Sarah Trouche qu'il décrit comme « un dispositif à visée cathartique, cherchant à produire l'effet d'un pansement sur une plaie mémorielle, d'un engagement sur la voie du rétablissement ». Au printemps 2012, l'artiste est le sujet d'un article de Jérémy Benkemoun dans le MKR magazine relatant son travail de performeuse[réf. nécessaire].
Sarah Trouche est invitée en 2013 à participer au festival artistique organisé par l'association IADA (International Art Development Association) à Almaty au Kazakhstan. Elle y fait une expédition pour se rendre à la mer d'Aral asséchée en raison d'un programme de culture intensive du coton. Son objectif ici est de créer une œuvre qui fasse écho aux voix des personnes qui attendent, à la suite de la promesse du gouvernement, le retour de la mer. Elle se met alors debout, nue, peinte en bleu, sur une carcasse de bateau, agitant un drapeau aux couleurs du pays à savoir le bleu et le jaune. Sa performance fait l'objet d'un article dans le Monde, article sur l'art dans les régimes autocrates : « L'art au régime fort » écrit par Roxana Azimi. En mars 2013 elle est le sujet d'un poème de Julien Blaine intitulé « Il Cadeau & The Régal » mais elle est également le sujet d'un article de Pascal Lièvre sur son travail à travers son corps. Elle apparaît dans l'article « El arte como experiencia errante » de Janet Batet dans le quotidien de langue espagnole El Nuevo Herald. Sa personne et son travail se retrouvent aussi dans un écrit d'Agnès Violeau Habeas Corpus dans lequel elle dit de Sarah Trouche qu'elle « « met à nu » littéralement le corps social, ses codes et ses anomalies ». En juin 2013, elle est interviewée par le magazine de mode Chasseur Magazine dans lequel figure un article intitulé « Chasseur interviews Sarah Trouche ». À l'automne 2013, un article, écrit par Julie Crenn intitulé « Performatif », lui est consacré dans la revue d'arts visuels Inter, art actuel.
En 2014 lors d'un voyage au Maroc pour assister à la Biennale de Marrakech, elle rencontre des Berbères qui lui partagent leur désir de partir. De là, elle imagine une œuvre qui serait le reflet d'une construction qui abrite le corps et lui permet en même temps de se déplacer. Florian Gaité écrit un article « Lacan au Sahara - Sarah Trouche ou la performativité de l'autre » sur ce travail de la performeuse en le mettant en parallèle avec certains principes lacaniens comme le « petit autre » « (soit l'alter ego qui me ressemble) » et le « grand Autre » « (soit l'absolument différent) » et il utilise alors un néologisme pour situer l'artiste comme étant le « moyen autre » c'est-à-dire le « medium ». En 2014, Jeanne Susplugas présente la vidéo de Sarah Trouche Action for Macédonia au sein de son exposition All the world's stage au Centre d'art Le Lait d'Albi. En février 2014, Stephen Sarrazin, spécialiste du cinéma japonais, fait un essai intitulé The Hidden portrait : The photographs of Sarah Trouche, sur le travail photographique de l'artiste qui selon ses dires « tells us how Sarah Trouche has begun looking like a painter ». En 2014, elle propose une exposition, à la Galerie Short Cuts à Namur en Belgique qui s'intitule Sarah Trouche : rétrospective vidéographique. En mai 2014, l'artiste fait une performance à New York à la Cutlog Art Fair parmi les artistes Rafael Fuchs et Allyson Anne Lamb. En 2014, elle fait une performance au festival Poésie Marseille au musée d'art contemporain de Marseille. Elle réalise également une performance lors du festival des arts vivants Résurgence à la Plateforme Paris en juillet 2014. En septembre 2014, elle participe à Paris Photo au Grand Palais dans l'exposition de la Fondation JP Morgan « Camera As Release » aux côtés des artistes Vito Acconci, Cindy Sherman, Laurie Simmons, Dennis Oppenheim, Miguel Angel Ríos, Bjørn Sterri, Sanford Biggers, Flavia Da Rin, Bruce Nauman, Tseng Kwong Chi ou encore Lilly McElroy. En novembre 2014, elle est citée dans une « interview avec Lisa K. Erf à propos de la JP Morgan Chase Art Collection », réalisée par Anne Claire Meffre, parue dans le magazine L’Œil de la photographie. En hiver 2014, elle figure dans le magazine des arts pluriels Stradda no 34 à l'article « Actions en relation » de Julie Crenn dans lequel elle relate certaines performances de l'artiste.
En mars 2015, elle réalise une vidéo Décomposition et transcendance sur le Manhattan bridge pour la Leo Kuelbs collection pendant l'Armory Show. Le 9 mai 2015 pour la 56e Exposition internationale d'art contemporain de la Biennale de Venise intitulée All the world's futures, Sarah Trouche y fait une performance baptisée Serioulsly all the world's futures ? au cours de laquelle elle s'habille de tous ses vêtements et se jette dans la mer. Cette action est le reflet des migrants qui emportent le peu qu'ils possèdent, et en nageant à contre-courant, elle symbolise l'isolement. La même année, elle fait une performance au Cabaret Voltaire de Zurich en Suisse. En 2015, elle crée, avec la Fondation IADA, le premier Pavillon du Kazakhstan à la Biennale de Venise aux côtés du critique d'art et commissaire d'exposition Paul Ardenne.
Elle fait en 2016 une performance lors du festival Rapid Pulse sur la condition des femmes afro-américaines à Chicago, en collaboration avec trois femmes de la ville en soulevant les questions du genre et des discriminations quotidiennes. En août 2016, elle participe à Manifesta, la Biennale européenne d'art contemporain, qui se déroule au Cabaret Voltaire à Zurich où elle expose un projet baptisé I can not be silent.
En février 2017, l'artiste expose au Musée départemental d'art contemporain de Rochechouart sur une invitation de la commissaire d'exposition Julie Crenn pour l'exposition Digérer le monde auprès notamment des artistes Giuseppe Penone, Annette Messager, Michelangelo Pistoletto, Thomas Ruff, Christian Boltanski ou Carolee Schneemann.
La galerie Vanessa Quang accueille en mars 2017 l'exposition personnelle de l'artiste, Faccia a faccia, veni, vidi, vissi,,, autour des défaillances du corps social et politique.
En avril 2017, elle est aux côtés de Paul Maheke à la Fondation d'Entreprise Ricard pour une conférence dans le programme « Partitions Performances » proposé par le commissaire d'exposition Christian Alandete. En octobre 2017, elle présentera une exposition personnelle à la galerie Building Bridges de Santa Monica à Los Angeles. Elle réalise une performance au club Silencio dans le cadre de son projet de collaboration avec la chorégraphe Wynn Holmes Vertical Feminist Strike : Herstorical Scroll. Ce projet est concrétisé par la création de la Compagnie Winter Story in the Wild Jungle. Elle a pour objectifs la promotion des artistes en danse, performance et arts contemporains. Les artistes s'associent pour donner un accès à la scène à chaque femme issue du monde du spectacle (danseuses professionnelles et danseuses de pole dance). Elles présenteront leur premier spectacle, Vertical Strike. Je ne peux pas rester silencieuse le 17 mai 2018 au Générateur de Gentilly.
Elle participe en janvier 2018 à l'exposition collective White blood blue night sous le commissariat de Julie Crenn au CAC La Traverse, centre d'art contemporain d’Alfortville, auprès de plusieurs artistes tels que Martine Aballéa, Giulia Andreani, Raymonde Arcier, Béatrice Cussol, Vidya Gastaldon, Pascal Lièvre, Myriam Mechita, Myriam Mihindou, Jean-Luc Verna.
En mars 2018, Sarah Trouche se joint à l’Exposition Rikki 2, proposée par Joël Hubaut, à la Galerie Satellite, dédiée aux éléphants et à l'initiative de Jean-Paul Sidolle, « Mémoires d’éléphants ».
Elle prend également part à des causes qu’elle soutient comme au Projet Matchart : « Action for you » mise en place par la curatrice et la critique d’art Isabelle de la Maison Rouge. Matchart propose des projets d'œuvres d'arts participatives en one-to-one entre vous et des artistes contemporains de renom de la scène française. « Mon travail nait toujours d’une rencontre avec l’autre. Ce projet correspond à ma pratique en général, il me permettra d’aborder de nouveaux sujets, peut-être inattendus, atypiques mais qui doivent avoir une voix. Je vous propose donc de défendre une cause qui vous est chère. » Sarah Trouche. Elle fait ce projet aux côtés de Gaël Davrinche, Fabien Verschaere, Auralie Brame, Julie Legrand, Pascaline Rey, Eric Michel, Marie Lepetit, FAZ, Jeanne Susplugas, Laurent Pernot, Sylvain Ciavaldini, Bernard Bousquet, Daphné Lalonde, Benjamin Sabatier et Milène Guermont.
En mai 2018, elle met en scène et invite des artistes, avec la participation de Vanessa Morisset, à venir participer à la première édition de Corps et Artivisme, un projet des Beaux-Arts de Paris, et comme invités la fondation Sakura, la fondation d’entreprise Ricard Château D’Esquelbecq, Thalie Art Fondation l’Institut français, Le Silencio et la Laurentine. Le but est de prendre la parole, aussi bien vocalement que corporellement, durant 10min. Ensemble, les intervenants ont pu participer à la construction et l’écriture du manifeste « activiste » dont le sujet était « Comment écrite collectivement un manifeste engagé et radical ? ». Par la suite, un article sera publié à l’occasion des Beaux Arts Magazine sur Mai 68,,.
Elle collabore avec la chorégraphe, Wynn Holmes, et la production Compagnie Winter story in the wild jungle, dans Vertical Strike « Je ne peux pas rester silencieuse » à la résidence Le Générateur. Elles créent ensemble une manifestation féministe, avec la rencontre de 3 pole-danseuses et 4 danseuses, où elles arpentent les pavés, militantes. Un discours s’élève le long de mâts dressés qui augurent une réinterprétation moderne de la femme guerrière et émancipée. Par la suite, elle fait l'objet d'une publication dans La presse+ ARTS par Émilie Côté, intitulé « Sarah Trouche : art coup de poing », ainsi que dans Parisart, dans Untitled Mag « Sarah Trouche, le corps allégorique » ainsi que dans Mowwgli « Carte Blanche : Sarah Trouche » d’Elisabeth Bret Sayer,.
Elle fait une vidéo forever 36 « Resistance », Aral Revival, dans le cadre de l’exposition de « Talking about a révolution », un projet curatorial proposé par Paul Ardenne.
En juin 2018, elle participe à La vie interfaciale/metavilla grâce à l’invitation de Caroline Corbal et avec pour curateur Paul Ardenne, une exposition de clôture du colloque transversal du MICA. Avec les œuvres et la participation de Jordi Colomer, Patrick Tosani, Nicole Tran Ba Vang, Julien Prévieux, Grégory Chatonsky, Roman Opałka, Claude Closky. Et avec la collaboration de l’Université Bordeaux-Montaigne, MICA, L’Agence Créative, les arts au mur Artothèque et le CFPPA.
Elle prend part à la 13e édition de Live Action, le festival d’art de performance international en Suède avec comme curateur Jonas et Joakim Stampe. Le thème de cette année était « uni » en référence aux prochaines élections générales du 9 septembre 2018. C'est un thème symbolique appelant chacun à défendre les valeurs de démocratie, de liberté, d'égalité, de fraternité, d'humanité, de respect, de tolérance et de solidarité. Des valeurs qui caractérisent davantage la performance, et notamment les différents artistes invités à participer à Live Action tel que Carl-Michael von Hausswolff, Sandra Johnston, Alastair MacLennan, Jamie McMurry, Klas Eriksson, Denis Romanovski, Kaisa Luukkonen, Arahmaiani Feisal et Liina Kuittinen.
Elle fait une projection vidéos performances avec Le Centre. Situé au Bénin et placé sous la direction de l'artiste Dominique Zinkpè, il agit pour le rayonnement de la culture béninoise et est une véritable plateforme artistique. Il s'engage auprès des artistes pour l'aide à la production, la promotion et la diffusion de leurs œuvres auprès de ses différents publics. Grâce à cette plateforme, Sarah Trouche y fait donc une projection vidéos performances nommée Sarah Trouche ou la performance comme outil de résilience avec la participation de la curatrice Madeleine Filippi.
En septembre 2018, pour A Performance Affair l’édition Panopticon à Brussels Gallery Weekend avec pour comité de sélection Ellen De Bruijne, galeriste, Josée & Marc Gensollen, collectionneurs, Frédéric De Goldschmidt, collectionneur, Michel Rein, galeriste, Eva Wittocx, conservateur du musée M, Catherine Wood, conservateur Tate. Sarah Trouche présente You should wear your révolution, une nouvelle performance et installation féministe. En référence à la vidéo Semiotics Kitchen de Martha Rosler en association avec la fondation Thalie, l’artiste joue de la parallèle entre la tâche quotidienne qui est de laver ses sous-vêtements, et accrocher une série de culottes tel un drapeau comme un outil d’émancipation féministe. Collectées auprès des femmes de son entourage, ces culottes sont le symbole de l’écriture d’un nouveau manifeste collectif, engagé et radical, « Let us work together, with courage and patience to make the world more gender-equal »,,,.
Elle participe à Résidence de création, au centre du Bénin avec la galerie Vallois et l’Institut français. Cet atelier sera l’occasion de mettre l’accent sur le processus créatif produit par son corps lors d’une performance dans une architecture, un lieu, un espace, et un temps donné. Outre les sessions dédiées aux thématiques telles que la rencontre entre le corps et l’espace et la rencontre entre le corps et la mémoire et le temps, les artistes sont invités à se rendre à la rencontre d’un public « réel ». Les performances filmées réalisées lors de ce workshop seront alors projetées. Elle commence pendant cette résidence une collaboration avec Marcel Gbeffa, chorégraphe et danseur béninois. Par la suite, les œuvres réalisées par les artistes dans le cadre de cette résidence seront présentées lors de la Nuit Blanche à l'Institut Français de Cotonou par l’invitation de Marion Harmard.
Elle prend part également à l’exposition ,Astana Art Show, avec pour curatrice Dina Baitassova. Sur le thème « Métamorphose », le premier événement a rassemblé de jeunes artistes du Kazakhstan qui ont connu du succès à l’étranger. Dans le cadre de l'exposition, plus de 20 participants présenteront leurs œuvres à la galerie TSE Art Destination. Les œuvres du photographe japonais Ikuru Kuwajima, de la Kazakhs Aza Shadenova et d'Adil Aubekerov seront exposées dans le cadre de l'exposition Metamorphosis. Seize jeunes artistes d’Asie centrale et du Kazakhstan exposeront leurs œuvres dans le cadre de « Reboot. Optimisation de l’exposition de l’espace ». L’Union européenne va organiser une exposition intitulée The Ghost Expedition réunissant des artistes d’Europe et du Kazakhstan qui ont exploré des sites sacrés dans la région de Mangistau,.
Elle fait l’exposition Dide, avec la collaboration de Cie Multicorps/Marcel Gbeffa à l’Institut Français de Cotonou, avec la Galerie Vallois et l’Institut Français de Cotonou, ainsi que le soutien du Centre, de Marion Hamard comme curatrice. Dide signifie littéralement « lève-toi » en yoruba. Ce titre renvoie au projet artistique présenté par Sarah Trouche : sa dimension poétique, politique et métaphorique. Cette exposition collective explore les relations entre tradition et contemporanéité au prisme de la place des femmes dans la société béninoise, et au-delà. Sculptures inspirées de la tradition Gèlèdé (Sarah Trouche, Dide), appliqué révélant le regard des enfants sur leurs perceptions des femmes béninoises et vidéos de performances (Sarah Trouche, Feminist Tapistery), fleur mécanique en acier et en bronze évoquant les mouvements d’émancipation et de libération de la parole des femmes (Moufouli Bello, L’éclosion), série d’affiches mettant en lumière les stéréotypes à déconstruire et luttes à mener (Mounia Youssef, Ne me libère pas je m’en charge), récade contemporaine en hommage à la reine évincée de l’histoire Tassi Hangbè (Sènami Donoumassou, Une récade pour la Reine), œuvre vidéo reprenant le conte du Petit Chaperon Rouge qui interroge les dimensions insidieuses des différentes formes de violence entre hommes et femmes (Cléophée Moser, Elles Voix Rouge) : cette exposition ouvre un ensemble d’espaces de réflexion autour des rapports de forces qui rythment nos sociétés contemporaines. Le dialogue des œuvres et le croisement des regards, des médiums et des matières mettent en lumière des voies possibles pour construire de nouvelles dynamiques d’harmonie et d’équilibre entre les êtres.
En octobre 2018, elle participe à Frasq #10 Rencontre de la performance au Générateur, qui consiste à 3 week-ends dédiés à la création « sur le fil », aux formes neuves et inventives, aux prises de risque et autres tentatives de bousculer les lignes, aux actions scéniques radicales voire subversives, capable de rassembler une communauté d’artistes au croisement de toutes les disciplines. Les artistes invités mettent un point d’honneur à ne pas se limiter dans la forme de leurs propositions en adhérant à tous les genres : performance, sculpture, peinture, musique, théâtre et danse. Les énergies se recentrent davantage sur la rencontre et l’expérimentation.
Elle prend part en novembre 2018 à l’exposition 7 « enveloppes charnelles », à la galerie Marguerite Milin, auprès de Zoé Duchesne, Mark Molk, Arnaud Pyvka, Kimiko Yoshida et Nicole Tran Ba Vang. Cette exposition, qui se définit par Sept qui est six plus un. Par une enveloppe un revêtement protecteur : une matière souple s'adaptant à une forme préexistante et une pochette en papier, rectangulaire ou carrée, contenant ou destinée à contenir une lettre, une carte d'anniversaire ou un objet plat, mais léger. Et par des charnelles : qui est de chair, qui appartient à la chair, qui relève de la condition terrestre, du monde matériel, qui rampe sur Terre et qui s'adonne volontiers au plaisir sexuel. Ainsi qu’elle est invitée par Julie Parmentier à participer à Start, la foire européenne d’art contemporain à Strasbourg pour présenter ses dernières œuvres.
Elle a été publiée dans le livre Visitor par Vincent Ferrané qui est une série de photographies d’artistes femmes dans leur studio parisien.
Elle travaille actuellement[évasif] pour la Cie Winter Story in the Wild Jungle en collaboration avec Wynn Holmes sur l’acte 2 de Vertical Strike au musée des beaux-arts de Bordeaux. En 2018, pour questionner les représentations sexistes des femmes dans la collection muséographique, Sonia décroche Hylas et les Nymphes de la Manchester Art Gallery et laisse un message scotché au mur : « This gallery presents the female body as either a « passive decorative form » or a « femme fatale » ». Let’s challenge this Victorian fantasy! » Emilie Noteris. Dans un souci de questionner sans cesse l’égalité des genres au sein de la société, à la suite dau premier acte de la pièce chorégraphique, Vertical Strike - Je ne peux pas rester silencieuse, Sarah Trouche et Wynn Holmes poursuivent leur quête avec la création d’un second acte.
Pour l’acte II, la Cie crée une collaboration avec un groupe de jeunes adolescentes et jeunes adultes issu d’un club de boxe de Bordeaux, avec lequel elle tourne un court-métrage au sein des collections permanentes du musée des beaux-arts de Bordeaux. La volonté de la Cie est de mettre en place dans les espaces d’expositions des face-à-face chorégraphiques entre une peinture ou sculpture sélectionnée, et une boxeuse ou un groupe de boxeuses. Ce qui intéresse dans ce partenariat, Sarah Trouche et Wynn Holmes, est ainsi de porter un nouveau regard sur l’histoire de l’art où la place de la femme est souvent centrale.